# Douglas Kimbell
Douglas Burns "Doug" Kimbell, född 22 juni 1960 i Long Beach, är en amerikansk vattenpolospelare. Han ingick i USA:s landslag vid olympiska sommarspelen 1988 och 1992.
Kimbell gjorde två mål i den olympiska vattenpoloturneringen i Seoul där USA tog silver. Fyra år senare i Barcelona slutade USA på en fjärdeplats och Kimbell gjorde fem mål.
Kimbell studerade vid California State University, Long Beach och år 1981 spelade han i Long Beach State 49ers lag som var på andra plats i NCAA-turneringen. År 1993 valdes han in i Long Beach State Hall of Fame.
Förutom för OS-silver tog han guld i vattenpolo vid panamerikanska spelen 1995 och silver vid panamerikanska spelen 1991.